# Rastrilho (arquitetura)

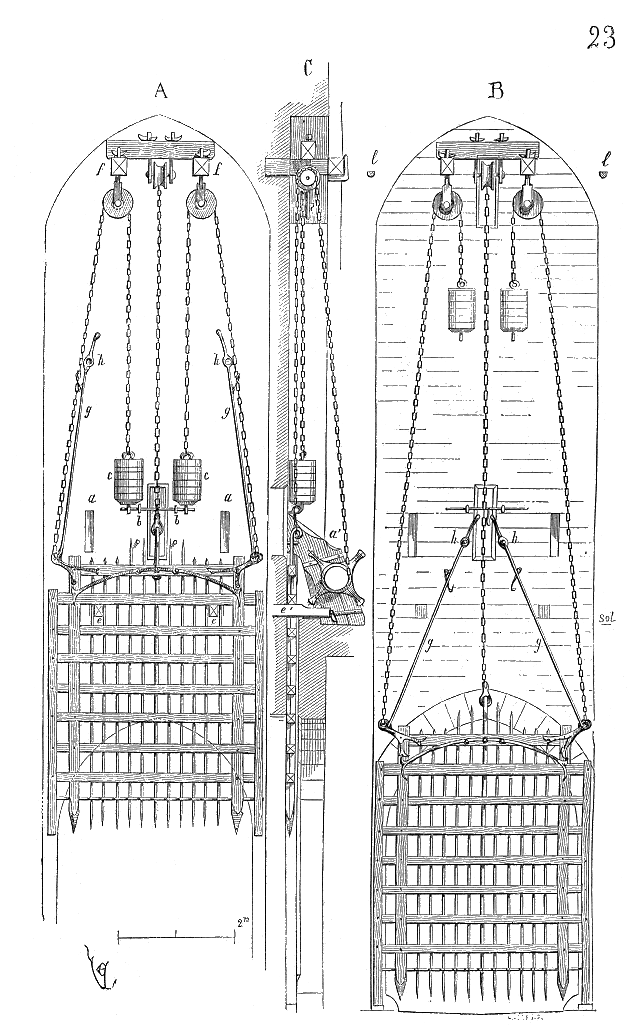
Esquemas de uma grade com contrapesos.

Rastrilho, em arquitetura militar, é uma grade de ferro armada de grossas puas que interceptava o passo entre a ponte levadiça e a porta da fortaleza. As grades protegiam as entradas dos castelos medievais, atuando como última linha de defesa em caso de ataque. Cada grade estava montada em ranhuras verticais escavadas nas impostas da porta, nas quais deslizavam para abertura ou fecho. As grades podiam ser baixadas ou levantadas rapidamente através de correntes ou de cordas ligadas a um guincho interior, muitas vezes com o auxílio de contrapesos.
Muitas vezes existiam duas grades na mesma entrada. A grade interior seria fechada primeiro e, em seguida, a exterior, o que servia para encurralar o inimigo entre as duas. O inimigo encurralado seria, em seguida, abatido através de lançamento de pedras, água a ferver, setas e outros projéteis. Para isso, eram colocadas seteiras e outras aberturas nas paredes laterais e no tecto do espaço entre as grades.